# Budgetrestriktion

Budgetrestriktion, där och

En nyttomaximerande individ kommer att konsumera kombinationen av varor som ligger i punkten (Qx, Qy)

En budgetrestriktion visar de kombinationer av varor som en konsument kan köpa med hans eller hennes inkomst givet de rådande priserna.
För att maximera sin nytta ska konsumenten välja att konsumera den kombinationen av varor där budgetrestriktionen tangerar den högst liggande indifferenskurvan. Tangentens punkt (xy-koordinaten) visar mängden varor x och y som konsumenten kommer köpa för att maximera sin nytta givet budgetrestriktionen. Den linjen som sammankopplar samtliga tangenter på alla indifferenskurvor kallas för expansionsväg.